# Dolphin Tale
Dolphin Tale is een Amerikaanse dramafilm en familiefilm uit 2011 van Charles Martin Smith met in de hoofdrollen onder meer Nathan Gamble, Harry Connick, Jr. en Ashley Judd. Er verscheen in 2014 een vervolg, Dolphin Tale 2.

## Verhaal
Op een dag vindt een visser een gewonde tuimelaar en roept de hulp in van de jongen Sawyer (Nathan Gamble). De dolfijn wordt naar het Clearwater Marine Hospital gebracht, dat onder leiding van staat van dr. Clay Haskett (Harry Connick, Jr.). Helaas moet de staart van de "Winter" gedoopte dolfijn geamputeerd worden. Via zijn oudere neef Kyle (Austin Stowell), die in het leger gewond is geraakt, komt Sawyer in contact met dr. McCarthy (Morgan Freeman), die hij bereid vindt om voor Winter een prothetische staart te maken.

## Rolverdeling
| Acteur             | Personage            | Opmerkingen    |
| ------------------ | -------------------- | -------------- |
| Nathan Gamble      | Sawyer Nelson        |                |
| Ashley Judd        | Lorraine Nelson      | Sawyers moeder |
| Harry Connick, Jr. | Dr. Clay Haskett     |                |
| Kris Kristofferson | Reed Haskett         | Clays vader    |
| Cozi Zuehlsdorff   | Hazel Haskett        | Clays dochter  |
| Austin Stowell     | Kyle Connellan       | Sawyers neef   |
| Morgan Freeman     | Dr. Cameron McCarthy |                |
| Austin Highsmith   | Phoebe               |                |
| Betsy Landin       | Kat                  |                |
| Frances Sternhagen | Gloria Forrest       |                |
| Michael Roark      | Donovan Peck         |                |
| Winter             | Haarzelf             | Dolfijn        |

## Productie

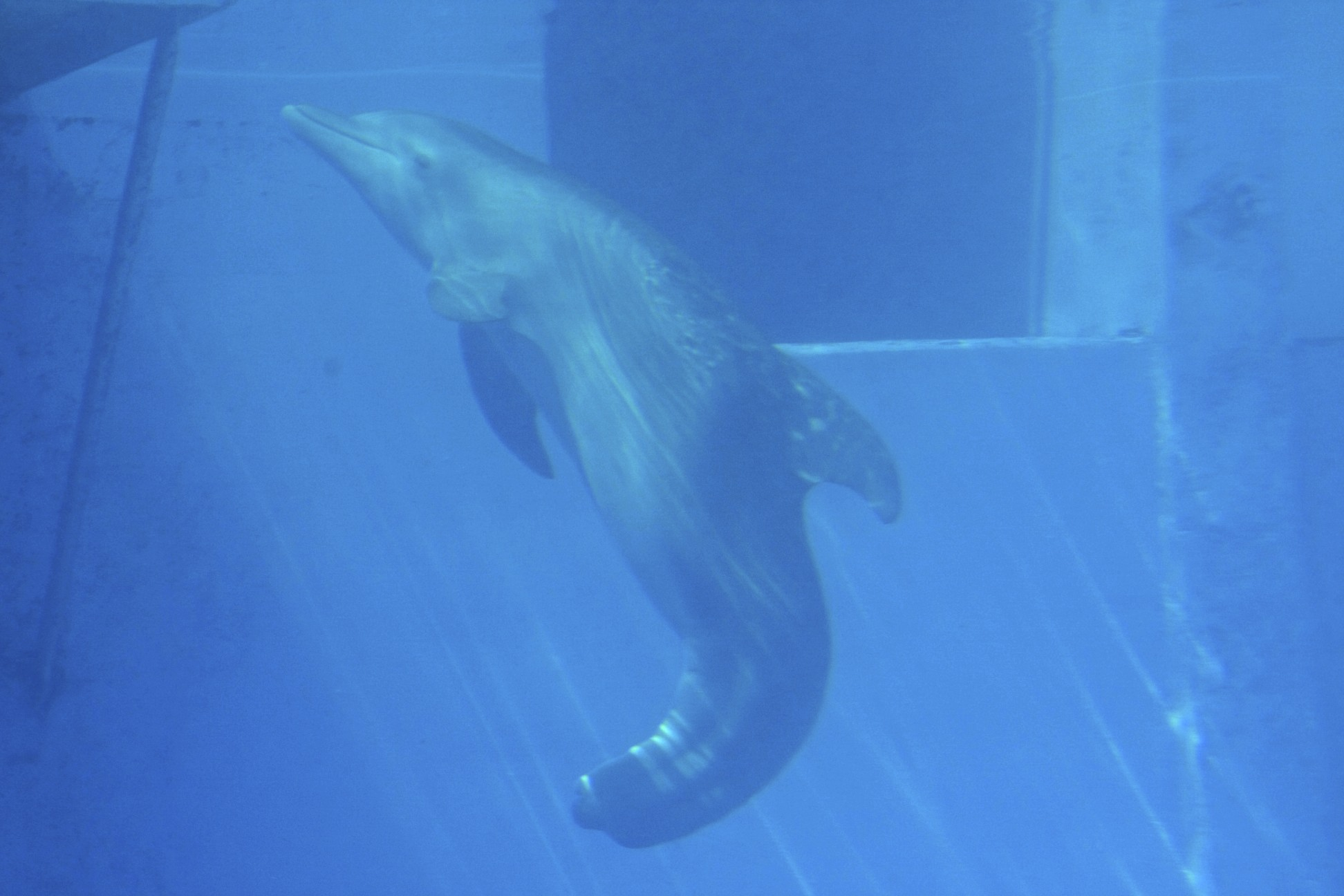
De echte Winter, hier zonder prothese

De film is gebaseerd op het waargebeurde verhaal van Winter, een dolfijn die in december 2005 voor de kust van Florida werd gevonden. De film wijkt op bepaalde punten wel aanzienlijk af van de echte gebeurtenissen.
De film is grotendeels opgenomen in Pinellas County, waar het echt bestaande Clearwater Marine Aquarium gevestigd is.